# Atmosphere (amerykański zespół muzyczny)
Atmosphere – amerykański zespół hiphopowy powstały w 1989, pochodzący z Minneapolis, w którego skład wchodzą raper Slug (właściwie Sean Daley) oraz DJ i producent Ant (właściwie Anthony Davis).

## Dyskografia

### Albumy
- Overcast! (1997)
- God Loves Ugly (2002)
- Seven's Travels (2003)
- You Can't Imagine How Much Fun We're Having (2005)
- When Life Gives You Lemons, You Paint That Shit Gold (2008)
- The Family Sign (2011)
- Southsiders (2014)
- Fishing blues (2016)

### Single
- Overcast! EP (1997)
- Sad Clown Bad Dub II (2000)
- Lucy Ford: The Atmosphere EPs (2001)
- Happy Clown Bad Dub 8/Fun EP (2006)
- Sad Clown Bad Summer 9 (2007)
- Sad Clown Bad Fall 10 (2007)
- Sad Clown Bad Winter 11 (2007)
- Sad Clown Bad Spring 12 (2008)
- Leak At Will (2009)
- To All My Friends, Blood Makes The Blade Holy: The Atmosphere EP's (2010)